# Chmurdalia
Chmurdalia – powieść Joanny Bator opublikowana w 2010. Książka stanowi kontynuację powieści Piaskowa Góra. Opowiada o losach Dominiki Chmury, która po wypadku w 1989 opuszcza Wałbrzych i udaje się w podróż, poznaje ludzi i poprzez ich opowieści buduje swoją tożsamość.
Powieść była pozytywnie recenzowana przez Kingę Dunin, Dariusza Nowackiego i Justynę Sobolewską. Znalazła się w finale Nagrody Literackiej Nike.